# Транспортний контейнер

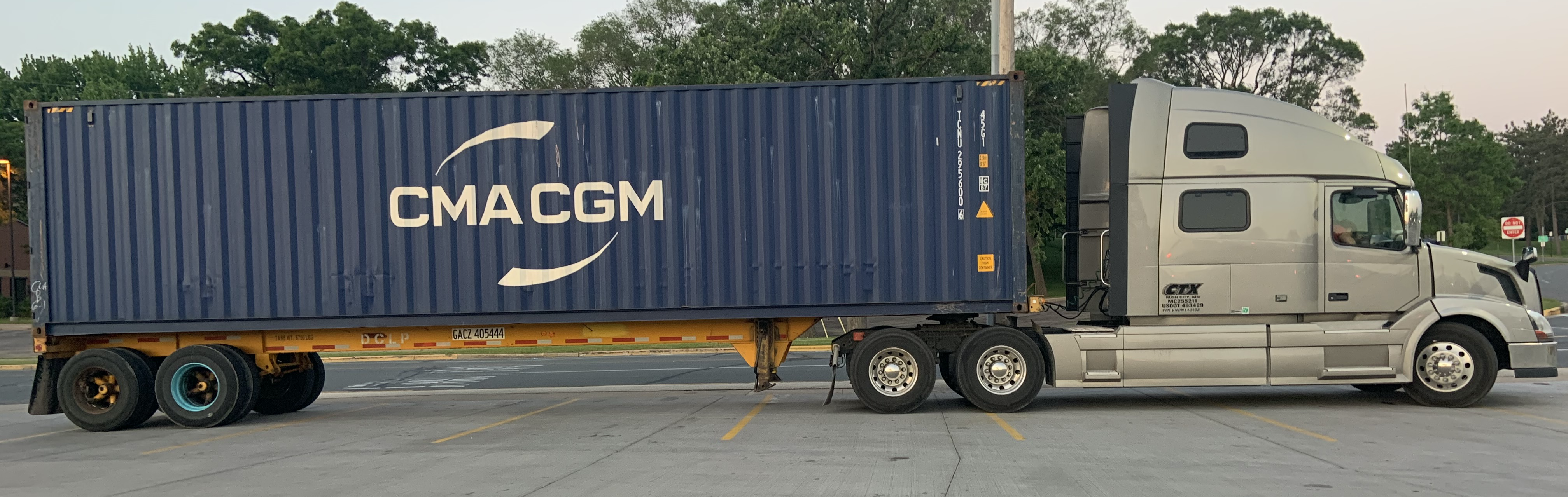
40 футовий контейнер

Транспортний контейнер — це контейнер міцності, придатний для перевезення, зберігання та обробки. Транспортні контейнери варіюються від великих сталевих ящиків багаторазового використання, які використовуються для інтермодальних перевезень, до повсюдних гофроящиків. У контексті міжнародної морської торгівлі «контейнер» або «транспортний контейнер» є фактично синонімом «інтермодального вантажного контейнера» (іноді неофіційно званого «морським контейнером»), контейнера, призначеного для переміщення з одного виду транспорту на інший без розвантаження та перевантаження.

## Інтермодальні вантажні контейнери

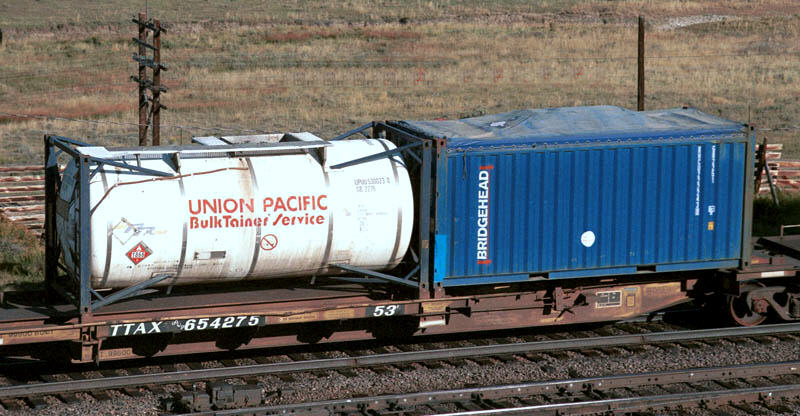
Платформа з 20-футовою цестерною і 20-футовим контейнером з відкритим верхом та брезентовим накриттям

Вантажні контейнери – це багаторазовий транспортний і складський пристрій для переміщення продуктів і сировини між місцевістю або країнами. У світі налічується близько сімнадцяти мільйонів інтермодальних контейнерів, і велика частка світових міжміських вантажів, які утворюються в результаті міжнародної торгівлі, транспортується в транспортних контейнерах. Крім того, за оцінками, кілька мільйонів цих контейнерів було викинуто через транспортні витрати, пов’язані з їх поверненням до порту походження. Їхній винахід зробив значний внесок у глобалізацію торгівлі в другій половині 20-го століття, різко знизивши витрати на транспортування товарів і, отже, торгівлю на великі відстані.

## Гофроящик
Гофроящики зазвичай використовуються як транспортні контейнери (більше 90% усіх транспортних контейнерів є цього типу). Вони виготовлені з гофрованого ДВП, який є легким, придатним для переробки та достатньо міцним, щоб транспортувати різноманітні продукти.

## Дерев'яний ящик
Дерев’яні ящики часто використовуються для транспортування важких і щільних виробів. Іноді їх використовують для відправлень урядових або військових вантажів.

## Обрешітка
Обрешітка – це великий контейнер, часто виготовлений з дерева, який використовується для транспортування великих, важких або незручних предметів. Обрешітка має самонесучу конструкцію з обшивкою або без неї.

## Єврокуб

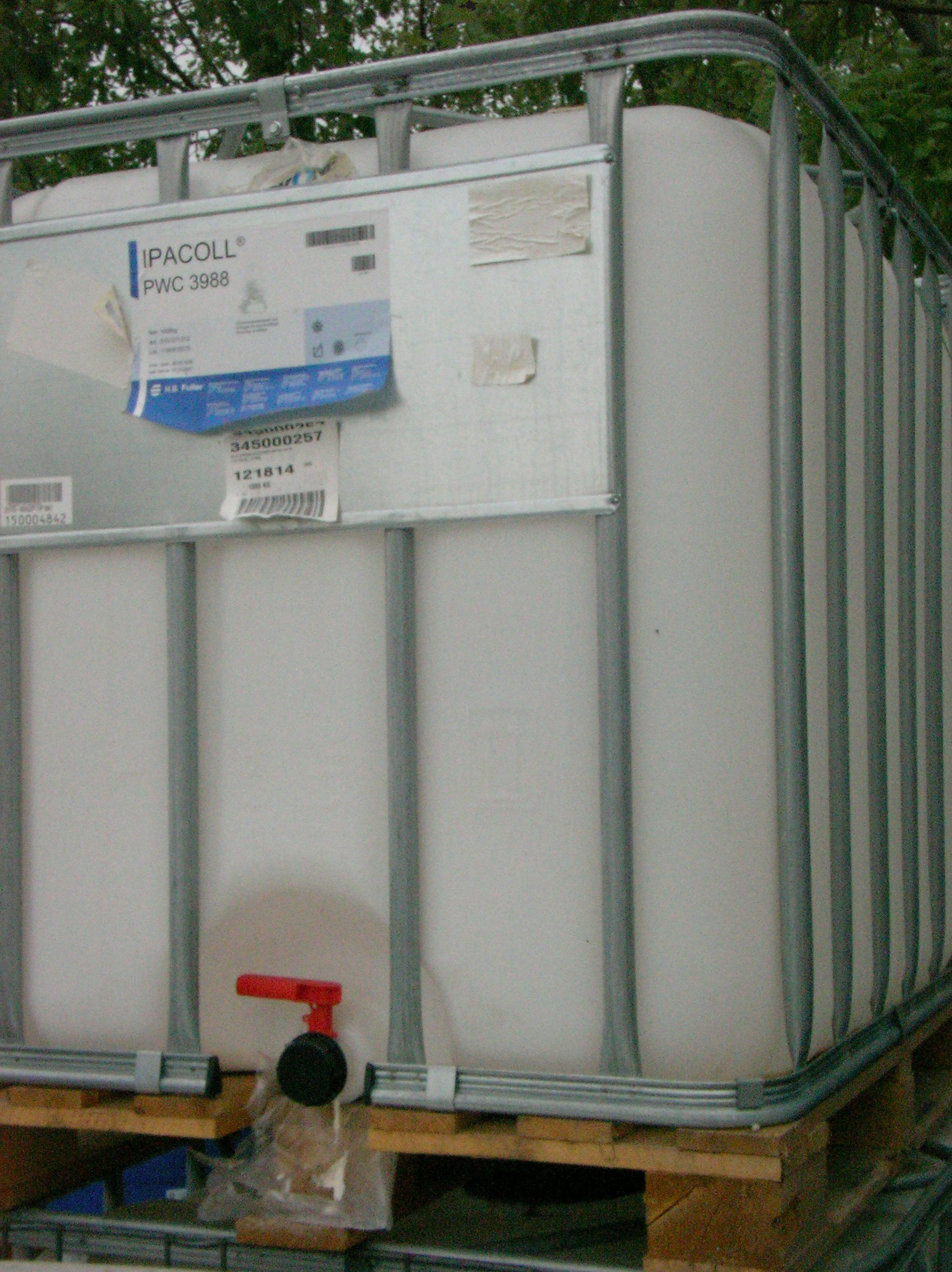
Типовий єврокуб

Єврокуб (IBC, IBC Tote, IBC Tank) — це багатофункціональний контейнер, який використовується для загального транспортування, зберігання та обробки сипучих рідин і матеріалів. Резервуари IBC сумісні та стійкі до широкого списку хімічних речовин, кислот, їдких речовин, а також інертних матеріалів та харчових витратних матеріалів. IBC зазвичай виготовляються з таких матеріалів:
Пластик (поліетилен високої щільності)
Композит: сталь і пластик
Вуглецева сталь
Нержавіюча сталь (304 і 316/316L SS марки)

## Ящик для наливу
Ящик для наливу, ящик для насипу, ящик для вантажів або ящик для вантажів — це ящик розміром з піддони, який використовується для зберігання та транспортування насипних кількостей.

## Барабан

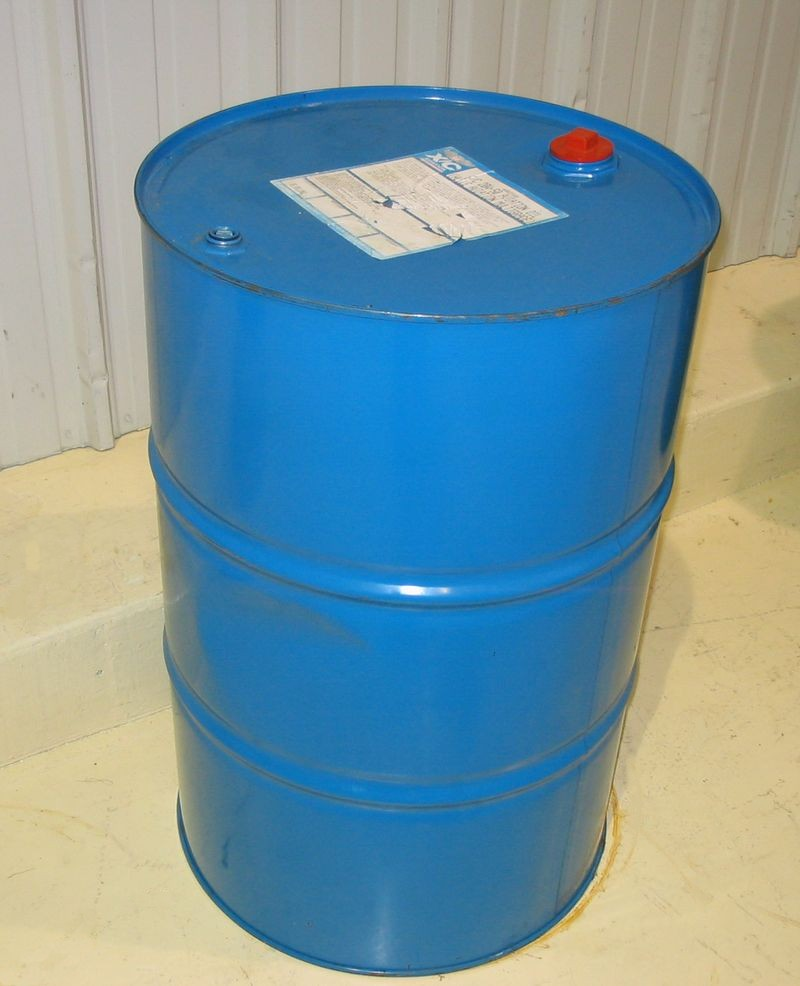
Приклад сталевого барабана

Барабани - це циліндричні транспортні контейнери, виготовлені зі сталі, пластику або волокна. Їх часто використовують для рідин і гранульованих матеріалів.

## Ізольований контейнер
Ізольовані транспортні контейнери – це тип упаковки, який використовується для транспортування чутливих до температури продуктів, таких як харчові продукти, фармацевтичні та хімічні речовини. Вони використовуються як частина холодильного ланцюга для підтримки свіжості та ефективності продукту.

## Завантажувальний пристрій

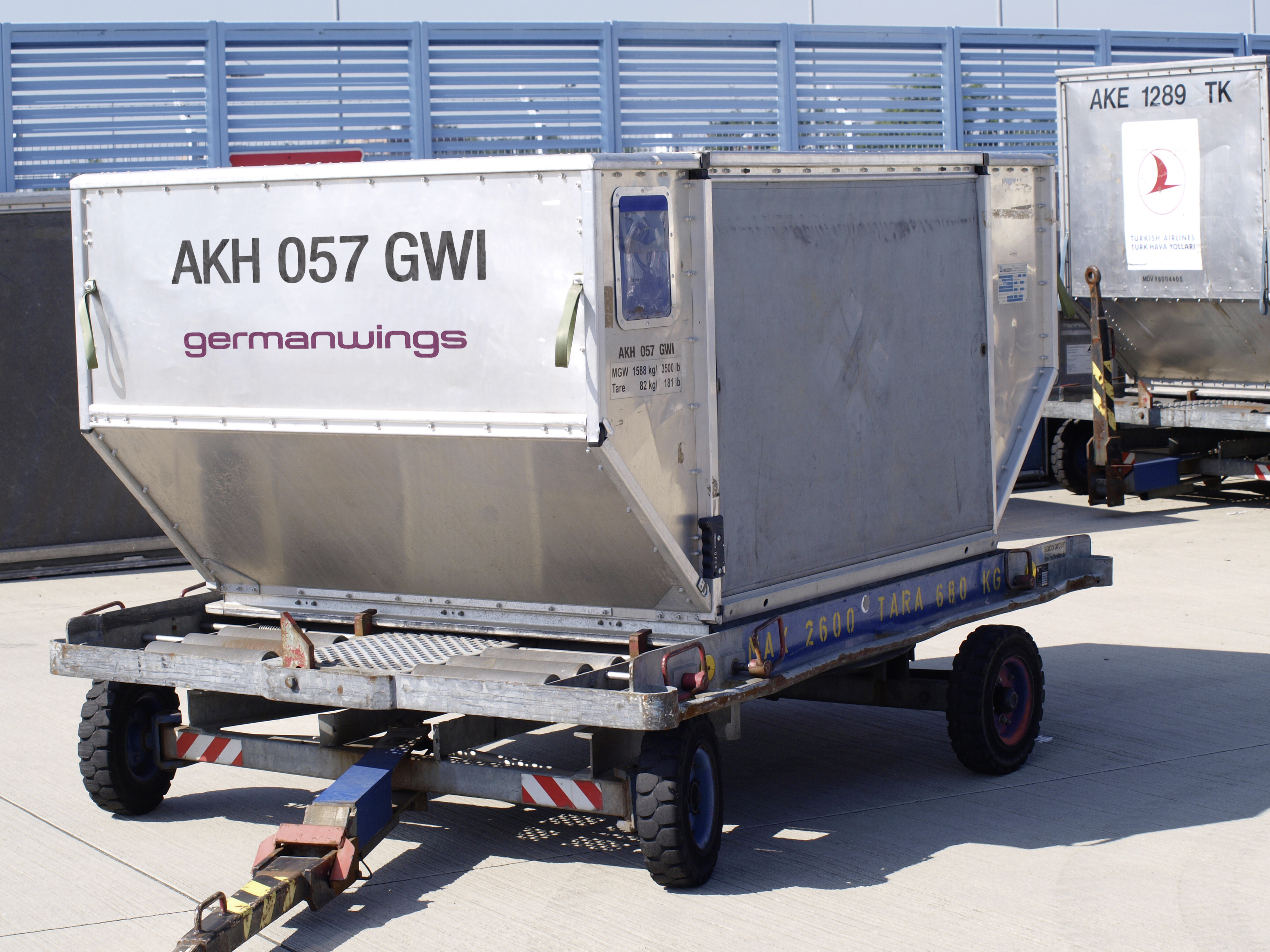
Навантажувальний пристрій «ЛД3-45» на причепі

Завантажувальний пристрій (Unit Load Device, ULD) — це контейнер, який використовується для транспортування вантажів на комерційних літаках.
ULD може бути піддоном або контейнером, який використовується для завантаження багажу, вантажу та пошти на широкофюзеляжні та специфічні вузькофюзеляжні літаки. Це дозволяє об’єднати велику кількість вантажів в один блок. Оскільки це призводить до завантаження меншої кількості одиниць, це економить час і зусилля наземних екіпажів і допомагає запобігти затримці рейсів. Кожен ULD має свій власний пакувальний список, маніфест або ідентифікацію відстеження для покращення контролю та відстеження вмісту

## Спеціалізований контейнер

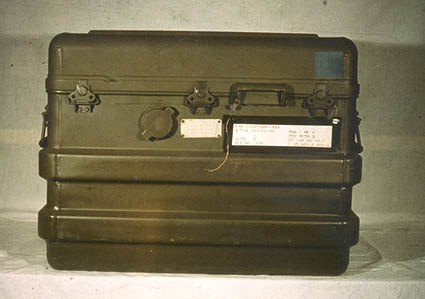
Контейнер для транспортування зброї, з ручками для перенесення

Спеціальні контейнери використовуються для перевезень таких продуктів, як наукові прилади, зброя та авіаційні компоненти. Індивідуальна амортизація, блокування та кріплення, ручки для перенесення, підйомні кільця, замки тощо є звичайними для полегшення роботи та захисту вмісту. Часто ці транспортні контейнери є багаторазовими.
Багаторазовий лоток ifco («міжнародний контейнер для фруктів») використовується в Європі для транспортування фруктів, овочів та риби.